# Левша (повесть)
«Левша́» («Сказ о ту́льском косо́м Левше́ и о стально́й блохе́») — повесть, по определению автора — рассказ Николая Лескова в жанре сказа, написанный и опубликованный в 1881 году. Автор включил произведение в сборник «Праведники».

## История создания
Впервые сказ напечатан в газете «Русь», в 1881 году, № 49, 50 и 51 под заглавием «Сказ о тульском косом Левше и о стальной блохе (Цеховая легенда)». Отдельным изданием впервые напечатана в 1882 году.
При публикации в «Руси», а также в отдельном издании произведение сопровождалось предисловием:

Я не могу сказать, где именно родилась первая заводка баснословия о стальной блохе, то есть завелась ли она в Туле, на Ижме или в Сестрорецке, но, очевидно, она пошла из одного из этих мест. Во всяком случае сказ о стальной блохе есть специально оружейничья легенда, и она выражает собою гордость русских мастеров ружейного дела. В ней изображается борьба наших мастеров с английскими мастерами, из которой наши вышли победоносно и англичан совершенно посрамили и унизили. Здесь же выясняется некоторая секретная причина военных неудач в Крыму. Я записал эту легенду в Сестрорецке по тамошнему сказу от старого оружейника, тульского выходца, переселившегося на Сестру-реку в царствование императора Александра Первого. Рассказчик два года тому назад был ещё в добрых силах и в свежей памяти; он охотно вспоминал старину, очень чествовал государя Николая Павловича, жил «по старой вере», читал божественные книги и разводил канареек. Люди к нему относились с почтением.

Впоследствии это предисловие было исключено автором, так как критика восприняла его буквально и сочла «Левшу» просто записью старинной легенды.

## Сюжет
В сюжете произведения смешаны выдуманные и реальные исторические события.
События повести начинаются приблизительно в 1815 году. Император Александр I во время поездки по Европе посетил Англию, где в числе прочих диковинок ему продемонстрировали крошечную стальную блоху, которая могла танцевать. Император приобрёл блоху и привёз её домой в Петербург.
Спустя несколько лет, после смерти Александра I и восшествия на престол его брата, императора Николая I, блоху нашли среди вещей покойного государя и не могли понять, в чём смысл «нимфозории». Донской казак Платов, который сопровождал Александра I в поездке по Европе, появился во дворце и объяснил, что это образец искусства английских механиков, но тут же заметил, что русские мастера своё дело знают не хуже.
Государь Николай Павлович, который был уверен в превосходстве русских, поручил Платову осуществить дипломатическую поездку на Дон и заодно посетить проездом заводы в Туле. Среди местных умельцев можно было найти тех, кто мог бы достойно ответить на вызов англичан.
Будучи в Туле, Платов вызвал троих самых известных местных оружейников, среди которых и мастеровой по прозвищу «Левша», показал им блоху и попросил придумать нечто такое, что превзошло бы замысел англичан. Возвращаясь на обратном пути с Дона, Платов снова заглянул в Тулу, где троица всё продолжала работать над заказом. Забрав Левшу с неоконченной, как считал недовольный Платов, работой, он отправился прямиком в Петербург. В столице под большим увеличением «мелкоскопа» выяснилось, что туляки превзошли англичан, подковав все ноги крошечной блохи (при этом сломав тонко настроенный английский блошиный механизм, из-за чего блоха перестала танцевать).
Государь и весь двор были восхищены, Левша получил награду. Государь распорядился отослать подкованную блоху обратно в Англию, чтобы продемонстрировать умение русских мастеров, и также послать Левшу. В Англии Левше продемонстрировали местные заводы, организацию работы и предложили остаться в Европе, учиться и жениться, но он отказался.
На обратном пути в Россию Левша держал с «полшкипером» (помощником шкипера) пари, по которому они должны были перепить друг друга. По прибытии в Петербург моряка привели в чувство в богатой больнице для знати, а Левша, не получив должной медицинской помощи, умер в простонародной Обухвинской больнице, где «неведомого сословия всех умирать принимают». Перед смертью Левша передал доктору Мартын-Сольскому оружейный секрет чистки стволов: «— Скажите государю, что у англичан ружья кирпичом не чистят: пусть чтобы и у нас не чистили, а то, храни Бог войны, они стрелять не годятся». Но Мартын-Сольский не смог передать поручение (помешал военный министр граф Чернышёв, заявивший доктору: «Знай своё рвотное да слабительное, а не в своё дело не мешайся»), и по словам Лескова: «А доведи они левшины слова в своё время до государя, — в Крыму на войне с неприятелем совсем бы другой оборот был».

Бронзовая скульптура главного персонажа — Левши, у памятника Н. С. Лескову в Орле

## Герои произведения
- Левша — талантливый русский мастер, оружейник;
- Платов — атаман Войска Донского, генерал от кавалерии;
- Александр I — российский император (1801—1825);
- Николай I — российский император (1825—1855);
- «Полшкипер» (искажённое «подшкипер») — моряк с английского судна;
- Чернышёв — граф, военный министр (1832—1852);
- «Мартын-Сольский» (Сольский) — доктор медицины, тайный советник;
- «Кисельвроде» — Нессельроде К. В. (1780—1862), граф, министр иностранных дел (1816—1856)[8].

## Художественные особенности
Критики первых изданий посчитали, что вклад Лескова в создание повести минимален и что он якобы только пересказал легенду, которая ходила среди тульских мастеров. Лесков с этим мнением спорил и объяснял, что произведение практически полностью выдумано им:
Всё, что есть чисто народного в «сказе о тульском левше и стальной блохе», заключается в следующей шутке или прибаутке: «англичане из стали блоху сделали, а наши туляки её подковали да им назад отослали». Более ничего нет «о блохе», а о «левше», как о герое всей истории её и о выразителе русского народа, нет никаких народных сказов, и я считаю невозможным, что об нём кто-нибудь «давно слышал», потому что, — приходится признаться, — я весь этот рассказ сочинил в мае месяце прошлого года, и левша есть лицо мною выдуманное.
Повесть «Левша» — это пример русского сказа, традиции которого были заложены ещё Гоголем. Повествование выглядит как устный рассказ, в котором автор, незнакомый с иностранными словами, коверкает их самым неожиданным образом. Настоящее богатство произведения — это особый язык повести, который пересыпан каламбурами и словами, возникшими в фантазии писателя, своеобразной народной этимологией: нимфозория, мелкоскоп, клеветон, Твердиземное море и др. Этим же приёмом стилизации под народную этимологию Лесков пользуется и в других своих произведениях: «Леон, дворецкий сын», «Полуношники», «Заячий ремиз», и др.
Критики отмечали, что при всей внешней лубочности и гротеске в произведении Лескова отчётливо проступает национально-патриотическая тема, призыв к осознанию роли отдельно взятого человека в делах государственного масштаба. В своих последних словах умирающий Левша обращается к царю: «…у англичан ружья кирпичом не чистят. Пусть чтобы и у нас не чистили, а то, храни Бог войны, они стрелять не годятся».
Левша в русском языке стало нарицательным именем, обозначающим талантливого выходца из народа, мастера с золотыми руками, a выражение «подковать блоху» стало фразеологизмом.

## Дополнительные факты
- Прототипом тульского Левши принято считать Алексея Михайловича Сурнина (1767—1811)[14]. Он был послан в Англию для обучения и проработал на одном из лучших английских заводов несколько лет в качестве помощника владельца. По приезде домой он многое сделал для обучения рабочих, а также разработки и внедрения новых инструментов[15]. Однако доказательств осведомлённости Лескова о биографии Сурнина не имеется[16].
- В России XIX века ружейные каналы чистили перетопленным бараньим или говяжьим салом, в их отсутствии — горячей мыльной водой, раствором золы от костра, в крайнем случае — смоченной слюной тряпкой. Кирпичная пыль (либо толчёная фарфоровая пудра) использовалась для чистки внешних поверхностей стволов (смешанная с маслом), медных и латунных частей ружья (с водой или квасом).

## Экранизации
- «Левша» — фильм режиссёра Сергея Овчарова (1986)
- «Левша» — мультипликационный фильм режиссёра Ивана Иванова-Вано (1964)

## Опера
- Опера Р. К. Щедрина «Левша». Премьера — Мариинский театр, 2013[17].
- Опера А. Н. Александрова «Левша» (1975).

## Театральные постановки
- РАМТ (режиссёр — Александр Пономарев), 2021.
- Театр наций (режиссёр — Максим Диденко), 2021[18].
- Луганский академический русский драматический театр (режиссёр — Сергей Васин), 2022[19].
- Туапсинский театр юного зрителя (режиссёр — Дмитрий Сарвин), 2022[20].
- Моноспектакль (исполнитель — Даниил Спиваковский)[21].
- ТЮЗ (малая сцена) Костромского драматического театра имени А. Н. Островского (режиссёр- Александр Кирпичёв), 2022[22]